# فطيرة الطائر
فطيرة الطائر أو الفطيرة المثقوبة أو فطيرة الصافرة أو فطيرة المدخنة تعد فطيرة سراميكية (رخامية) بها تجويف، أوروبية المنشأ، تكون على شكل أنبوب أو مدخنة أو يستخدم طائر يخرج من منتصفها ذو منقار مفتوح؛ لتدعيم أو ثقب الفطيرة.